# Épisodes des Westbrooks
 (avril 2016).
Cette page présente la liste des épisodes de l'émission de téléréalité Les Westbrooks qui compte dix épisodes diffusée depuis le 14 octobre 2015.

## Distribution
- Brooke Westbrooks : Fille aînée
- Morgan Westbrooks : Seconde fille
- Bree Westbrooks : Troisième fille
- Crystal Westbrooks : Quatrième fille
- India Westbrooks : Cinquième fille
- Warren Westbrooks : Le père de famille
- Candy Westbrooks : La mère de famille

## Épisodes

### C'est la fête chez les Westbrooks!
- Titre original : Making the Brand
- Traduction du titre original : Construire la Marque
- Numéro : 01
- Diffusion : le 14 octobre 2015 sur BET
- Invité : Soulja Boy
- Résumé : Les sœurs Westbrooks organisent une piscine party pour lancer leur marque. India elle, essaie de surmonter les scandales liés à sa relation avec le rappeur The Game.
- Commentaire : On apprend à connaître les 7 personnages réguliers.

### Épisode 2
- Titre original : Manager Meltdown

- Traduction du titre original : Le manager se résigne

- Numéro : 02

- Diffusion : 21 octobre 2015

- Résumé : India et Crystal se disputent avec leur manageur alors qu'elle tentent d'étendre leur notoriété et cette situation va engendrer des tensions chez les sœurs.

### Épisode 3
- Titre original : The Westbrooks
- Traduction du titre original : La famille Westbrooks
- Numéro : 03
- Diffusion : 28 octobre 2015
- Résumé : Bree a du mal à accepter le fait que Devon travaille dans une boîte de nuit. Brooke, subit des tensions de famille concernant sa relation de couple avec Allen. India quant à elle tente d'arranger un rendez-vous à sa sœur Crystal.

### Épisode 4
- Titre original : Sister Act
- Traduction du titre original : Rôle de sœurs
- Numéro : 04
- Diffusion : 04 novembre 2015
- Résumé : Crystal et India embauchent un nouveau manager ce qui entraîne une confrontation entre les sœurs et leur père Warren. DeVon met en place différents stratagèmes pour conquérir le cœur de Bree.

### Épisode 5
- Titre original : Love & Check Stubs
- Traduction du titre original : Amour & Talons de chèques
- Numéro : 05
- Diffusion : 11 novembre 2015
- Résumé : Crystal et India participent à un shooting photo. Devon fait face à un rejet dévastateur et Crystal a un coup de cœur pour quelqu'un.

### Épisode 6
- Titre original : Fractured Family
- Traduction du titre original : La famille divisée
- Numéro : 06
- Diffusion : 18 novembre 2015
- Résumé : Les filles sont excitées après avoir reçu une invitation aux BET Hip Hop Awards. Candy et Warren rencontre des problèmes au sein de leur mariage.

### Épisode 7
- Titre original : Engaged or Enraged
- Traduction du titre original : Fiancée ou furieuse ?
- Numéro : 07
- Diffusion : 25 novembre 2015
- Résumé : La famille Westbrooks apprend que Brooke s’est fiancée avec Jamal sur Instagram. India pense à se faire une réduction mammaire.

### Épisode 8
- Titre original : Growing Pains
- Traduction du titre original : Psy et thérapie
- Numéro : 08
- Diffusion : 2 décembre 2015
- Résumé : Crystal and Bree pursue their dreams; Brook's fallout from her surprising announcement. Crystal et Bree poursuivent leurs rêves. Brooke subit le choc de sa famille à propos de son engagement envers Allen.

### Épisode 9
- Titre original : Together4Ever?
- Traduction du titre original : Ensemble pour Toujours ?
- Numéro : 09
- Diffusion : 09 décembre 2015
- Résumé : Candy et Warren se disputent; Crystal et Bree font face à des problèmes personnels et Morgan rallume sa passion pour le rap.

### Épisode 10
- Titre original : WestFest
- Traduction du titre original : —
- Numéro : 10
- Diffusion : 16 décembre 2015
- Résumé : Les sœurs Westbrooks organisent un grand évènement spécialement pour les réseaux sociaux. Brooke lance sa nouvelle ligne de prêt-à-porter fitness. Morgan rap sur scène.